# Fernando Moner
Pour les articles homonymes, voir Moner.
Fernando Moner est un footballeur argentin né le 30 décembre 1967.